# Novi Sip
Novi Sip (en serbe cyrillique : Нови Сип) est un village de Serbie situé dans la municipalité de Kladovo, district de Bor. Au recensement de 2011, il comptait 766 habitants.

## Démographie

### Évolution historique de la population
| 1948 | 1953 | 1961 | 1971  | 1981 | 1991 | 2002 | 2011 |
| ---- | ---- | ---- | ----- | ---- | ---- | ---- | ---- |
| 682  | 746  | 625  | 1 646 | 956  | 812  | 909  | 766  |

|  |